# Oblast de Rivne
Rivne ou Rivnė (ucraniano: Рівне) é uma região (óblast) da Ucrânia, sua capital é a cidade de Rivne.
Foi criada em 4 de dezembro de 1939, após a anexação desta antiga região polaca pela União Soviética. Esteve sob ocupação alemã entre 1941 e 1944.
Antes de 1992, sob a política de russificação, a região era oficialmente conhecida por seu nome em russo Rovno Oblast. Nos meios de comunicação de massa é frequentemente referida como Rivnenshchyna (ucraniano: Рівненщина).